# Walk Among Us
Walk Among Us è l'album di debutto del gruppo punk statunitense The Misfits pubblicato nel 1982 dalla Ruby Records.

## Il disco
Walk Among Us prese forma nel gennaio 1982 presso lo studio Quad Teck di Los Angeles, California, nel quale Glenn Danzig, per la maggior parte del tempo, remixò tracce già incise in precedenza dal gruppo, sovraincidendo parti di chitarra aggiuntive.  Inoltre Danzig registrò una nuova traccia vocale per la canzone Vampira e mixò per la prima volta il brano dal vivo Mommy Can I Go Out & Kill Tonight?.
La maggior parte dei brani era stata incisa nel corso di varie sessioni all'inizio del 1981 ai Mix-O-Lydian Studio di Boonton, New Jersey. Le date nelle quali si svolsero queste sedute sono sconosciute, ma i brani furono mixati tutti insieme. Vampira, Devils Whorehouse, e Astro Zombies furono registrate e mixate separatamente ai Mix-O-Lydian nell'agosto 1981. Hatebreeders venne incisa nel giugno 1981 allo studio Newsoundland di Fair Lawn, New Jersey. Mommy Can I Go Out & Kill Tonight?, l'unica traccia live dell'album, venne registrata il 17 dicembre 1981 al Ritz di New York.

## Citazioni e omaggi
L'intero album omaggia l'immaginario horror e fantascientifico degli anni cinquanta e sessanta.
- La copertina dell'album rende omaggio al mostro marziano del film del 1959 Marte distruggerà la Terra (The Angry Red Planet), un incrocio tra un ragno, un ratto, un pipistrello e un granchio, reso con un modellino di una quarantina di centimetri.[2]
- La canzone Vampira è un omaggio all'attrice Maila Nurmi, conosciuta con il nome d'arte di, appunto, Vampira.
- Night of the Living Dead cita il film La notte dei morti viventi del 1968, diretto da George A. Romero.
- Astro Zombies si ispira al film horror del 1968 The Astro-Zombies.

## Tracce
Lato 1
1. 20 Eyes - 1:46
2. I Turned into a Martian - 1:43
3. All Hell Breaks Loose - 1:47
4. Vampira - 1:26
5. Nike a Go Go - 2:16
6. Hatebreeders - 3:06
7. Mommy Can I Go out & Kill Tonight ? [Live version] - 1:59

Lato 2
1. Night of the Living Dead - 1:58
2. Skulls - 2:00
3. Violent World - 1:46
4. Devils Whorehouse - 1:45
5. Astro Zombies - 2:15
6. Braineaters - 0:56

## Formazione
- Glenn Danzig - voce
- Jerry Only - basso
- Doyle Wolfgang von Frankenstein - chitarra
- Arthur Googy - batteria